# Fonyód
Fonyód (hongrois : Fonyód [ˈfoɲoːd]) est une localité hongroise, ayant le rang de ville dans le comitat de Somogy. Chef-lieu de la micro-région de Fonyód, elle se situe au bord du lac Balaton.

## Site et localisation

### Climat
La météo de Fonyód est dominée par un fort ensoleillement, mais est marquée l'été par de violents orages. Parsemés sur les rives nord et sud du Balaton, des avertisseurs d'orages indiquent une fréquence de clignotement:
- ---- : Aucun orage prévu
- -.-. : Une cellule orageuse se rapproche, il ne faut pas trop s'écarter de la rive et se préparer à sortir. Les bateaux et pédalos doivent regagner les ports.
- .... : Orage imminent.

## Équipements

### Éducation
La ville dispose d'une école maternelle et primaire

## Patrimoine urbain
La petite ville possède un port de tourisme (aussi utilisé par les secours, très demandés dans la région, mais aussi par un navire qui relie Fonyód à Badacsony) ainsi que deux places publiques, Disz Tér, au Sud, réservée au commerces en tout genre, et une autre, plus près de la côte. Cette place-ci n'a pas de nom particulier, mais elle est plutôt réservée à l'achat de jeux gonflables ainsi qu'à la consommation. Entre ces deux places trône une la gare de la ville, particulièrement utilisée l'été.
La majeure partie des touristes (aussi bien Hongrois qu'internationaux) ne viennent que l'été.

## Relations internationales

### Jumelages
| Ville | Ville           | Pays | Pays      | Période                   |
| ----- | --------------- | ---- | --------- | ------------------------- |
|       | Borsec          |      | Roumanie  |                           |
|       | Leipheim        |      | Allemagne |                           |
|       | Mettet,         |      | Belgique  | depuis le 21 juillet 2012 |
|       | Novi Vinodolski |      | Croatie   |                           |
|       | Nové Zámky      |      | Slovaquie |                           |